# Nimród Antal
Dans le nom hongrois Antal Nimród, le nom de famille précède le prénom, mais cet article utilise l’ordre habituel en français Nimród Antal, où le prénom précède le nom.
Pour les articles homonymes, voir Antal (homonymie).
Nimród Antal est un réalisateur hongro-américain né le 30 novembre 1973 à Los Angeles.

## Biographie
Nimród Antal est né à Los Angeles en Californie. Il part en Hongrie en 1991 pour étudier à  l'École supérieure d'art dramatique et cinématographique (Színház- és Filmművészeti Főiskola) de Budapest. Après en être diplômé en 1995, il travaille pour le cinéma et la télévision.
Il se fait connaître en 2003 avec le thriller hongrois Kontroll. Le film est présenté dans la sélection « Un certain regard » au Festival de Cannes 2004 et remporte le Gold Hugo Award au Festival international du film de Chicago.
En 2005, il retourne aux États-Unis pour poursuivre sa carrière à Hollywood. Son premier film américain, Motel, sort en 2007. Dans ce thriller d'horreur, on retrouve notamment Kate Beckinsale et Luke Wilson.
En 2009, il dirige Matt Dillon, Jean Reno, Laurence Fishburne, Amaury Nolasco et Fred Ward dans Blindés, un film sur des convoyeurs de fonds.
En 2010, le réalisateur-producteur Robert Rodriguez le choisit pour mettre en scène Predators, nouvelle suite de Predator, réalisé par John McTiernan en 1987. Dans ce nouveau film, Nimród Antal retrouve Laurence Fishburne. Topher Grace, Adrien Brody ou encore Danny Trejo sont également présents.

## Filmographie

### Comme réalisateur

#### Courts métrages
- 1994 : Bohóclövészet
- 1998 : Biztosítás

#### Longs métrages
- 1994 : Bohóclövészet (court-métrage)
- 1998 : Biztosítás (court-métrage)
- 2003 : Kontroll
- 2007 : Motel (Vacancy)
- 2009 : Blindés (Armored)
- 2010 : Predators
- 2013 : Through the Never
- 2013 : Metallica: Master of Puppets (clip musical)
- 2015 : Wayward Pines - saison 1, épisode 9 (A Reckoning)
- 2017 : Whisky Bandit (A Viszkis)
- 2019-2023 : Servant (5 épisodes)
- 2022 : Stranger Things (2 épisodes)
- 2023 : Retribution

### Comme scénariste
- 2003 : Kontroll de lui-même
- 2025 : Afterburn de J. J. Perry

### Comme acteur
- 1999 : Roarsch (court-métrage) de Daniel Young : Roarsch
- 1999 : Közel a szerelemhez d'András Salamon : Gyuri
- 2000 : Balra a nap nyugszik d'András Fésös : Megbízó
- 2001 : Öcsögök de Zsombor Dyga
- 2003 : Posztkatona (court-métrage) de Tamás Buvári
- 2010 : Machete de Robert Rodriguez et Ethan Maniquis : un garde du corps de Booth